# Роуг
Роуг или Враголанка (енгл. Rogue) је измишљени лик стрипских и доста награђиваних филмских прича Марвел комикса о Икс менима. Њу су креирали аутор Крис Клермонт и уметник Мајкл Голден. Пореклом из Калдекета, Мисисипи (измишљено), Роуг је рођена као мутант. Роуг је Икс менима себе представила као јужну лепотицу. Роуг сматра своје моћи проклетством: она против своје воље апсорбује, а понекад и уклања сећања, физичку снагу, и (у случају супер повереде лица) способности свих које дотакне. Током већег дела свог живота, ова потенцијално фатална моћ, спречавала је Роуг да има било какав физички контакт са осталим живим бићима, укључујући њену повремену љубав Гамбита. Коначно, након много година, Роуг је успоставила пуну контролу над својим моћима.

## Прича јунакиње

### Детињство
Прича Роуг почиње у округу Калдекотт, измишљеном округу државе Мисисипи. Њени родитељи, Оуен и Присила, који су се венчали млади, живели су као хипи у заједници, где се и родила Роуг. Иако тај брак није био поуздан, Присила и њена млађа сестра, Кери, волеле су малу Анa Марију.
Чланове заједнице је занимало чаробњаштво америчких Индијанаца. Убедили су једног шамана да им помогне да пронађу мистично место, звано "Далеке Обале", где ће се, као што су они веровали, сви њихови снови остварити. Током ритуала, у којем су учествовали родитељи девојчице, Присилла је нестала, и Оуен је дао Анa Марију Кери да је одгаји. Она је, тужна после губитка сестре, била строга и ауторитарна васпитачица. Али Ана Марија је била непослушно дете, плус је била у лошим односима са својим оцем. Због тога је побегла од куће док је била још врло млада. Почела је да користи име "Роуг" (што у преводу са енглеског значи "битанга"). Убрзо након тога девојку је пронашла и усвојила Мистик.
Роуг се упознаје са дечком, Коди Роббинсом. За време флирта они се пољубе, а ту се њене скривене способности, које упијају животну енергију, први пут прикажу. Коди пада у кому, из које тако неће ни изаћи.
Тај случај је уплашио Роуг. Почела је да носи више одеће, како би спречила случајне додире људи. Али ипак, када остане сама или у ситуацијама, које контролише (на пример, у базену), Роуг преферира минимум одеће - топове са шорцима или отворене купаће костиме. Са временом Мистик претвара самоћу, очај и љубомору Роуг у гнев, и на тај начин регрутује је у Братство мутаната.

### Братство Злих Мутаната
Након што су се пробудиле њене способности, Мистик почиње да присиљава Роуг да учествује у компанијама и терористичким нападима Братства мутаната. Испочетка Роуг је одбија, жели да живи обичан живот, али после инцидента са Кодијем, који се усудио да је неочекивано пољуби, она се отказује од своје нормалности и почиње да учествује у плановима Мистик.
У том периоду Роуг и Мистик повремено комуницирају са мутантом по имену Слепа тачка (Blindspot), чија је способност - брисање догађаја из меморије других људи. Њено се тело некако одупирало мутацији Роуг, што им је омогућило физички контакт. Слепа тачка и Роуг су постале добре пријатељице. Али када Мистик одлучи да прекине професионалне односе са Слепом тачком и да је елиминише, друга брише своје сећање, како би заштитила Роуг. Али случајно брише успомене и самој Роуг.

### Госпођица Марвел
Када је нова екипа Мистик дебитовала у Братство мутаната - Пиро, Баббл и Лавина–, Судбина јој је саветовала да призна да је Роуг потпуно спремна за борбу. Овај савет постаје важан, када неки од чланова новог Братства - укључујући и Судбину, - десе се ухапшени и затворени у затвор.
Овде у историји стрипа постоји контрадикција:
- У Avengers Annual № 10, у којем се Роуг први пут појављује као део плана Мистик да ослободи Судбину и остале чланове Братства, Роуг напада и апсорбује моћ госпођице Марвел, да би искористила њене способности, кад се ослободи.
- Међутим, у Marvel Super Heroes № 11 (вероватно да не би показали поступке Роуг тако негативнима), Судбина види будућност, у којој је госпођица Марвел претња за Роуг. Роуг случајно сазнаје за то и сама проналази госпођицу Марвел да би је поразила.

 
Роуг се коначно сусрела лицем у лице са госпођицом Марвел на мосту "Златна капија", и, намерно је додирнувши, апсорбовала њену снагу. Међутим нешто погрешно крене, и Роуг убија Мисс Марвел, заувек преузећи њене способности и успомене. Међутим, Спајдер-жена спашава Керол. Од тад Роуг осећа огромну кривицу због тога, што се десило, а та трема је прогања до данас.
После неког времена Роуг, збуњивши се међу својим сећањима и сећањима Керол Денверс, обраћа се за помоћу професору Икс, после чега напушта Братство мутаната и придружује се тиму Икс-менова. Убрзо Роуг поново среће Керол Денверс, када Керол такође долази да би се придружила Икс-Меновима.

## Ван стрипова
Роуг се појављује у серији филмова и серијала Марвел медија универзума: у ТВ серијама X-Men: The Animated Series, X-Men: Evolution, Marvel Anime: X-Men и др. као и у филмској серији о Икс људима (Икс-мен) у којој ју игра Ана Паквин.